# يغموش درني
يغموش درني أو قراد السلاحف الأمريكية (الاسم العلمي:Amblyomma tuberculatum) (بالإنجليزية: gopher tortoise tick)‏ هو نوع من الحيوانات يتبع جنس اليغموش من فصيلة اللبوديات الصلبة.

## الموئل والإنتشار
ينتشر هذا النوع في الولايات المتحدة.